# Stadtgespräch (1995)
Stadtgespräch ist eine deutsche Filmkomödie von Rainer Kaufmann, die 1995 in die Kinos kam.

## Handlung
Jeden Morgen verteilt die Hamburger Radiomoderatorin Monika Krauss an ihre Zuhörer nützliche Ratschläge in Sachen Liebesleben. In ihrem Privatleben sieht es dagegen düster aus, denn sie ist immer noch auf der Suche nach Mr. Perfect.
Bedrängt durch ihren schwulen Bruder René, der über eine Kontaktanzeige seinen gutaussehenden aber etwas dummen Freund Karl  kennengelernt hat, und ihre Mutter, gibt sie schließlich selbst eine Anzeige auf. Es meldet sich tatsächlich der scheinbar perfekte Mann: Zahnarzt Erik. Nachdem sich Monika im Fitnessstudio mit der zweifachen Mutter Sabine angefreundet hat, wird sie von dieser zum Essen eingeladen und es stellt sich heraus, dass Erik Sabines Mann ist.
Schockiert beendet sie sofort die Beziehung zu Erik, er kann sie jedoch umstimmen. Sabine ahnt schon etwas von einer Geliebten. Als sie einen Ohrring findet, packt sie ihre Koffer und zieht mit ihren zwei Kindern bei Monika ein. Nach einigen Wirrungen schicken die Freundinnen Erik in die Wüste und ziehen mit René und Karl zusammen.

## Hintergrund
Ursprünglich war der Film nur als Fernsehproduktion für das ZDF angelegt, doch schon bei den Dreharbeiten stellte sich das Potenzial des Films dar und er kam schließlich mit Erfolg in die Kinos. Etwa 1,67 Millionen Kinobesucher sahen Stadtgespräch in Deutschland.
Ein Sujet-Plagiat des ZDF-Films von Drehbuchautor Ben Tylor entstand im Jahr 2012 mit dem Sat1-Film Stadtgeflüster – Sex nach Fünf durch die Drehbuchautorin Kerstin Widé.

## Kritik
- „‚Stadtgespräch‘ ist ein durchaus passabler Fernsehfilm für das frühe Abendprogramm – doch für das Kino fehlen ihm die inhaltlichen und formalen Raffinessen. Regie, Kamera und Schnitt entwickeln nur wenige Anstrengungen, um der schlichten Konstruktion des Drehbuchs reizvolle filmische Auflösungen abzugewinnen. Nur einige verstreute Szenen verraten die Ambition, einen visuell und rhythmisch ansprechenden Film für die Leinwand herzustellen.“ – film-dienst Nr. 21/1995.

- „‚Stadtgespräch‘ ist eine amüsante, aber an den Haaren herbeigezogene und ein bisschen arg naive Boulevardkomödie, die keine noch so unwahrscheinliche Verwicklung auslässt. Die Story soll wie aus dem richtigen Leben sein, wirkt aber wie auf dem Reißbrett entworfen. Doch die Dialoge sind pointiert, das Timing ist stimmig und die Schauspieler, allen voran Moritz Bleibtreu als lieb-doofer Bodybuilder geben ihr Bestes. Wem die deutsche Beziehungskomödie an sich nicht völlig zum Hals raushängt, der wird sich mit Rainer Kaufmanns Liebesschwank vergnügen.“ – Philip Nathusius:[2]

## Auszeichnungen
Sowohl für ihre Leistung in Stadtgespräch als auch Rainer Matsutanis Komödie Nur über meine Leiche gewann Katja Riemann 1996 den Deutschen Filmpreis, den Bayerischen Filmpreis und den Ernst-Lubitsch-Preis. Regisseur Rainer Kaufmann erhielt den Regieförderpreis der HypoVereinsbank auf dem Filmfest München 1995 und wurde ebenfalls mit dem Bayerischen Filmpreis ausgezeichnet. Es folgten zwei weitere Nominierungen für den Deutschen Filmpreis (Beste Regie, Bester Spielfilm).